# Jerrilyn Farmer
Pour les articles homonymes, voir Farmer.
Jerrilyn Farmer, née à Lincolnwood dans l'Illinois aux États-Unis, est une femme de lettres américaine, auteure de roman policier et de cosy mystery.

## Biographie
Elle fait des études à l'université de Northern Illinois.
En 1998, elle publie son premier roman, Sympathy For the Devil pour lequel elle est lauréate du prix Macavity 1999 du meilleur premier roman.

## Œuvre

### Romans

#### SérieMadeline Bean
- Sympathy For the Devil (1998)
- Immaculate Reception (1999)
- Killer Wedding (2000)
- Dim Sum Dead (2001)
- Mumbo Gumbo (2003)
- Perfect Sax (2004)
- The Flaming Luau of Death (2005)
- Desperately Seeking Sushi (2006)

#### SérieRed Carpet
- Murder At the Academy Awards (2009) (coécrit avec Joan Rivers)

## Prix et distinctions

### Prix
- Prix Macavity 1999 du meilleur premier roman pour Sympathy for the Devil[2]

### Nominations
- Prix Agatha 1999 du meilleur  roman pour mmaculate Reception[3]
- Prix Agatha 2000 du meilleur  roman pour Killer Wedding[3]
- Prix Agatha 2003 du meilleur  roman pour Mumbo Gumbo[3]